# Satul aerian
Satul aerian (franceză Le Village aérien) este un roman scris de Jules Verne între 29 ianuarie și 30 aprilie 1896 și publicat în foileton între 1 ianuarie și 15 iunie 1901 sub titlul La Grande forêt în Magasin d'Éducation et de Récréation.

## Povestea
În inima Africii, într-o pădure impenetrabilă aflată lângă fluviul Oubangui, doi exploratori albi, însoțiți de un băștinaș și de un copil de culoare neagră, descoperă un trib necunoscut, care trăiește în copaci.
Cei doi eroi, un francez și un american pe nume Max Huber și John Cort, îl însoțesc în călătoria prin Congo pe Urdax, un negustor portughez de fildeș. Aventurile celor doi încep în timpul călătoriei de întoarcere. Călăuziți de băștinașul Khamis - care îi ghidează prin Africa sălbatică - ei îl întâlnesc pe Llanga, un copil negru.
În periplul lor, cei patru au de înfruntat o serie de pericole, printre care o turmă de elefanți înfuriați, doi rinoceri dintre care unul rămâne blocat cu cornul într-un arbore și o bandă de maimuțe formată din gorile și cimpanzei reuniți laolaltă.
În final, grupul dă peste un trib african care trăiește într-un sat suspendat în copaci. După ce îl studiază o vreme, cei doi exploratori se decid să ia legătura cu regele tribului.

### Capitolele cărții
| - I - După o lungă etapă - II - Focurile mișcătoare - III - Împrăștierea - IV - Decizie de luat, decizie de urmat - V - Prima zi de drum - VI - Tot spre sud-vest - VII - Cușca goală - VIII - Doctorul Johausen - IX - Duși de curentul râului Johausen | - X - Ngora - XI - Ziua de 19 martie - XII - În pădure - XIII - Satul aerian - XIV - Tribul Wagddi - XV - Trei săptămâni de cercetări - XVI - Mama Sa Msélo-Tala-Tala - XVII - În ce stare era doctorul Johausen? - XVIII - Scurtă și neașteptată încheiere |

## Oamenii-maimuță
Jules Verne profită de acest roman pentru a ilustra teoria darwinistă a descendenței omului din maimuță. Oamenii-maimuță nu au coadă, la fel ca maimuțele mari de genul gorilelor și cimpanzeilor, însă, spre deosebire de toate tipurile de maimuțe, au doar două mâini, nu patru. Elementul cel mai important îl constituie capacitatea de a folosi limbajul uman, lucru care corespunde punctului de vedere al științei moderne, care consideră că strămoșul omului (începând cu Homo erectus) deținea această caracteristică.
Descoperirile ulterioare în domeniul paleoantropologiei, printre care fosila Lucy găsită de Yves Coppens și craniul fosil Toumaï, au demonstrat că nu se poate vorbi de o descendență a omului din cimpanzei, gorile, bonobo sau urangutani, ci mai curând de o „înrudire”.
Există unele similitudini între acest roman din 1901 și poveștile celebre despre Tarzan din 1912, scrise de Edgar Rice Burroughs. Scriitorul american menționează la rândul său existența unor oameni-maimuță, dar aceștia posedă coadă, lucru care constituie o aberație științifică, întrucât doar strămoșul comun al gorilei, cimpanzeului, urangutanului și omului avea coadă.
Tema romanului se refolosește și de către Pierre Boulle în cartea Planeta maimuțelor (1963), devenită celebră în urma numeroaselor ecranizări.
De asemenea, Arthur Conan Doyle s-a inspirat din acest roman în crearea lumii pierdute izolate prin intermediul unor obstacole naturale din cartea O lume dispărută (1912), care la rândul ei a stat la baza romanului Jurassic Park a lui Michael Crichton.

## Teme abordate în cadrul romanului
- Impactul negativ al colonialismului - Jules Verne vorbește despre independența statului Congo, pe atunci o colonie belgiană, prefațând evenimentele care aveau să aibă loc un secol mai târziu, în 1971 (temă prezentă și în Ocolul Pământului în 80 de zile, în care autorul amintește despre ravagiile produse printre chinezi de comerțul cu opiu făcut de britanici)
- teoria evoluționismului

## Lista personajelor
- John Cort - explorator american, pasionat de științele naturale
- Max Huber - explorator francez
- Khamis - ghid indigen
- Li-Mai - copil-maimuță, fiu al lui Lo-Maï și La-Maï, acesteia din urmă el spunându-i "Ngora" ("mamă" în congoleză)
- Llanga - copil negru, care îl salvează și îl protejează pe Li-Mai
- Msélo-Tala-Tala - regele oamenilor-maimuță
- Urdax - traficant portughez de fildeș, conducătorul caravanei cu care au pornit Cort și Huber

## Traduceri în limba română
- 1986 - Satul aerian. Închipuirile lui Jean Marie Cabidoulin, ed. Ion Creangă, Colecția "Jules Verne", vol. 37, traducere Sanda Radian, 272 pag.
- 2010 - Satul aerian. Spărgătorii blocadei, Ed. Adevărul, Colecția "Jules Verne", vol. 37, traducere Diana-Irina Gabor, 260 pag., ISBN 978-606-539-183-3
- 2022 - Satul aerian, Editura Litera, Colecția Jules Verne, Nr. 41 (Colecția Hetzel), traducere Nicolae Constantinescu, 254 pag., ISBN 978-606-33-9632-8